# یولیکا جنکینس
یولیکا جنکینس (به آلمانی: Julika Jenkins) (زاده ۲۰ اکتبر ۱۹۷۱) بازیگر اها آلمان است. او با همسر خود، آرند ولاویتز، در برلین زندگی می‌کند. او در صحنه‌های سینمایی، تلویزیونی و سینمایی در سوئیس و آلمان حضور داشته‌است. وی بیشتر به خاطر بازی در نقش کلودیا تیدِمن در سریال تاریک، محصولِ نتفلیکس آلمان شناخته شده‌است.

## زندگی‌نامه
جنکینس در هایدلبرگ، از یک زوج ولزی و آلمانی به‌دنیا آمد و آنجا بزرگ شد. وی آموزش بازیگری خود را در مدرسه هنرهای نمایشی اوتو فالکنبرگ در مونیخ به پایان رساند.

## فیلم‌شناسی
| سال        | عنوان                     | نقش                       | یادداشت |
| ---------- | ------------------------- | ------------------------- | ------- |
| ۲۰۰۳       | تاتور                     | روزویتا بائرمن            | ۱ قسمت  |
| ۲۰۰۴       | SK Kölsch                 |                           | ۱ قسمت  |
| ۲۰۰۷       | KDD - Kriminaldauerdienst |                           | ۴ قسمت  |
| ۲۰۰۹، ۲۰۱۵ | نوتروف هافنکانته          | نقش‌های مختلف              | ۲ قسمت  |
| ۲۰۱۰       | Allein gegen die Zeit     |                           | ۴ قسمت  |
| ۲۰۱۰، ۲۰۱۱ | تاتور                     | دکتر برگر                 | ۲ قسمت  |
| ۲۰۱۰       | SOKO ویسمار               |                           | ۱ قسمت  |
| ۲۰۱۱       | تاتور                     | نادین جوسویگ              | ۱ قسمت  |
| ۲۰۱۴–۲۰۲۰  | Letzte Spur Berlin        |                           | ۳ قسمت  |
| ۲۰۱۵       | Der Kriminalist           |                           | ۱ قسمت  |
| ۲۰۱۵، ۲۰۱۸ | قتل اشتوتگارت             | نقش‌های مختلف              | ۲ قسمت  |
| ۲۰۱۶       | ایستگاه برلین             | روت ایوزاوا               | ۶ قسمت  |
| ۲۰۱۶       | تاتور                     | کارمن هارتمن/ کورنلیا مای | ۲ قسمت  |
| ۲۰۱۷–۲۰۲۰  | تاریک                     | کلودیا تیدمن              | ۱۴ قسمت |
| ۲۰۱۹       | تاتور                     | بیرت ناپ                  | ۱ قسمت  |
| ۲۰۲۰       | پلیس ۱۱۰                  | دکتر رجین آرنیم           | ۱ قسمت  |

| سال  | عنوان     | نقش           | یادداشت |
| ---- | --------- | ------------- | ------- |
| ۲۰۰۶ | ویتوس     | هلن فون هولزن |         |
| ۲۰۰۸ | مرد و سگش | جین           |         |
| ۲۰۱۵ | کابوس     | مادر تینا     |         |

## پیوند با بیرون
- یولیکا جنکینس در بانک اطلاعات اینترنتی فیلم‌ها (IMDb)
- یولیکا جنکنس در آژانس استعدادهای درخشان Funke-Stertz
- یولیکا جنکنس در آژانس